# Schlacht auf dem Schönberg
Die Schlacht auf dem Schönberg ist datiert auf den 24. April 1340 und fällt zwischen die dritte und vierte Phase der Schweizer Habsburgerkriege. Truppen der Stadt Bern trafen auf dem Schönberg im Üechtland auf Truppen der Stadt Freiburg. Die Schlacht endete mit einem Sieg der Berner. Im August 1340 vermittelte Agnes von Ungarn in Königsfelden einen Friedensvertrag.

## Quelle
- Christian Folini: Laupenkrieg. In: Historisches Lexikon der Schweiz.